# Populisme (littérature)
Pour les articles homonymes, voir Populisme.
Le populisme est un courant littéraire dont l'idéal est de décrire le peuple de manière non seulement réaliste, mais aussi bienveillante.

## Histoire
À l'origine de l'école littéraire populiste française, on trouve le Manifeste du roman populiste (1929) d'André Thérive et Populisme (1931) de Léon Lemonnier. Ces deux auteurs entendent réagir contre l'analyse psychologique en littérature, souvent synonyme de préoccupations bourgeoises, et fonder une véritable école.
Le choix du peuple comme sujet principal témoignait avant tout d'une fascination pour le prolétaire envisagé quasi ethnologiquement, davantage que comme une expression de la littérature engagée. Pour ces raisons, surtout cette dépolitisation des questions auxquelles est confronté le peuple au profit d'une visée strictement esthétique, ce courant fut très vite écrasé par ses détracteurs communistes — Paul Nizan dénonçant ce « nouvel exotisme » — ou tenants de la littérature prolétarienne. Il suscita aussi l'indifférence des littérateurs supposés de droite. Ce courant littéraire, si tant est qu'il a réellement existé, ne survécut donc guère à ses deux promoteurs.
Il existe un prix du roman populiste, décerné depuis 1931 pour récompenser une œuvre romanesque qui « préfère les gens du peuple comme personnages et les milieux populaires comme décors à condition qu'il s'en dégage une authentique humanité. » Son premier lauréat, Eugène Dabit pour Hôtel du Nord, finit par rejeter l'étiquette, se sentant plus proche de la littérature prolétarienne.